# Vincenzo Nemolato
Vincenzo Nemolato (Napoli, 10 settembre 1989) è un attore italiano.

## Biografia
Perfeziona le sue capacità attoriali nel 2007 quando il Teatro delle Albe di Ravenna mette in scena nel quartiere Scampia a Napoli lo spettacolo "Ubu sotto tiro", con la regia di Marco Martinelli, nell'ambito del "Progetto arrevuoto - secondo movimento". Lo spettacolo è un lavoro corale che coinvolge un centinaio di giovanissimi napoletani provenienti specialmente dai quartieri più disagiati, il cui valore sociale e artistico attira plauso e approvazione di critica e pubblico, oltre all'aperto riconoscimento e sostegno di personaggi come il presidente Giorgio Napolitano e lo scrittore Roberto Saviano. 
Grazie all'iniziativa dello stesso Martinelli con il sostegno della Fondazione Campania Festival nel 2007 inizia il progetto Punta Corsara, che punta a sviluppare un teatro nel quartiere di Scampia; in tale ambito, Vincenzo Nemolato vince una borsa di studio come attore, partecipando ai diversi seminari formativi che vantano la docenza di molti grandi attori e registi teatrali. Nel 2013 prende parte alla produzione di Le voci di dentro di Eduardo De Filippo per la regia di Toni Servillo, del quale è stata realizzata una versione televisiva trasmessa dalla Rai il 2 novembre 2014 diretta da Paolo Sorrentino.
Esordisce al cinema nel 2011 in La kryptonite nella borsa di Ivan Cotroneo. Nel 2015 prende parte in un ruolo minore a Il racconto dei racconti di Matteo Garrone, e l'anno successivo interpreta un personaggio secondario nella seconda stagione di Gomorra - La serie. Nel 2019 interpreta Nino in Martin Eden di Pietro Marcello e Mr. Ics in 5 è il numero perfetto diretto da Igort. Nello stesso anno è protagonista di Paradise - Una nuova vita, opera prima di Davide Del Degan, presentato al Torino Film Festival.
Nel 2021 interpreta Gegè Di Giacomo nel film TV Carosello Carosone diretto da Lucio Pellegrini su Rai1 in occasione del centenario della nascita di Renato Carosone.

## Filmografia

### Cinema
- La kryptonite nella borsa, regia di Ivan Cotroneo (2011)
- Il racconto dei racconti, regia di Matteo Garrone (2015)
- Lasciati andare, regia di Francesco Amato (2017)
- Una questione privata, regia di Paolo e Vittorio Taviani (2017)
- Vita agli arresti di Aung San Suu Kyi, regia di Marco Martinelli (2017)
- Martin Eden, regia di Pietro Marcello (2019)
- 5 è il numero perfetto, regia di Igort (2019)
- L'eroe, regia di Cristiano Anania (2019)
- Paradise - Una nuova vita, regia di Davide Del Degan (2019)
- L'ombra del giorno, regia di Giuseppe Piccioni (2022)
- Il pataffio, regia di Francesco Lagi (2022)
- La chimera, regia di Alice Rohrwacher (2023)
- L’isola degli idealisti, regia di Elisabetta Sgarbi (2024)
- Mica è colpa mia, regia di Umberto Carteni (2025)
- Duse, regia di Pietro Marcello (2025)

### Televisione
- La nuova squadra – serie TV, episodio 2x12 (2009)
- Una mamma imperfetta – serie TV, 1 episodio (2013)
- Gomorra - La serie – serie TV, 4 episodi (2016)
- In arte Nino, regia di Luca Manfredi – film TV (2017)
- Carosello Carosone, regia di Lucio Pellegrini - film TV (2021)
- Tutto chiede salvezza, regia di Francesco Bruni - serie TV, 8 episodi (2022-2024)
- Napoli milionaria!, regia di Luca Miniero - film TV (2023)
- La Storia, regia di Francesca Archibugi – miniserie TV, puntate 3-4 (2024)
- Supersex, regia di Matteo Rovere, Francesco Carrozzini e Francesca Mazzoleni – miniserie, puntate 2-3-4 (2024)
- M - Il figlio del secolo, regia di Joe Wright – miniserie TV, 6 puntate (2025)

## Teatrografia
- Ubu sotto tiro, regia di Marco Martinelli (2007)
- Fatto di cronaca di Raffaele Viviani, regia di Arturo Cirillo (2009)[6][7]
- Il signor di Pourceaugnac, regia di Emanuele Valenti (2010)
- L'avaro di Molière, regia di Arturo Cirillo (2010)
- Il convegno, regia di Emanuele Valenti, compagnia Punta Corsara (2011)
- Il sogno dei mille, regia di Maurizio Scaparro (2011)
- Le voci di dentro di Eduardo De Filippo, regia di Toni Servillo (2013)
- American Buffalo, regia di Marco D'Amore (2016/2017)[8]
- Belve, di Armando Pirozzi, regia Massimiliano Civica (2018)
- Si nota all'imbrunire (Solitudine da paese spopolato), regia di Lucia Calamaro (2019)[9][10]

## Riconoscimenti
- 2012 – Premio Ubu al miglior attore under 30[11]
- 2017 – Candidatura al Premio Ubu come miglior attore o performer under 35[12]
- 2017 – Premio "Le maschere del teatro italiano" come Miglior attore emergente[13]
- 2018 – Pistoia: una città per il teatro come miglior attore non protagonista[14]
- 2024 – Candidatura al Nastro d'argento per il migliore attore non protagonista per Supersex
- 2025 – Corti d'argento speciale alla migliore interpretazione per Sharing is caring